# 羅氏識遺
《羅氏識遺》，又名《識遺》，為南宋人羅璧入元以後所撰的筆記，共十卷。現有明刻本、《四庫全書》本、《學海類編》本、《碧琳琅館叢書》本、《芋園叢書》本等。